# لمار جانستون
لمار جانستون (انگلیسی: Lamar Johnstone; ‏۱۸۸۶ – ۱۹ مهٔ ۱۹۱۹) یک هنرپیشه اهل ایالات متحده آمریکا بود.

## گزیده فیلمشناسی
از فیلم‌ها یا برنامه‌های تلویزیونی که وی در آن نقش داشته‌است می‌توان به آثار زیر اشاره کرد.
- رابین‌هود (۱۹۱۲)